# Real Sociedad Canadiense
La Royal Society of Canada, Société royale du Canada (en francés), es la organización bilingüe más antigua de académicos, artistas y científicos canadienses en los campos de las humanidades, las ciencias sociales y las ciencias naturales. Creada en 1883, la Royal Society of Canada cuenta con más de 2000 miembros, de los cuales aproximadamente el 20 por ciento tiene el francés como lengua materna. Los miembros son elegidos por sus notables contribuciones en las artes, las humanidades y las ciencias, así como en la vida pública canadiense. La sede de la Sociedad se encuentra en Ottawa, Ontario.